# Konrádovce

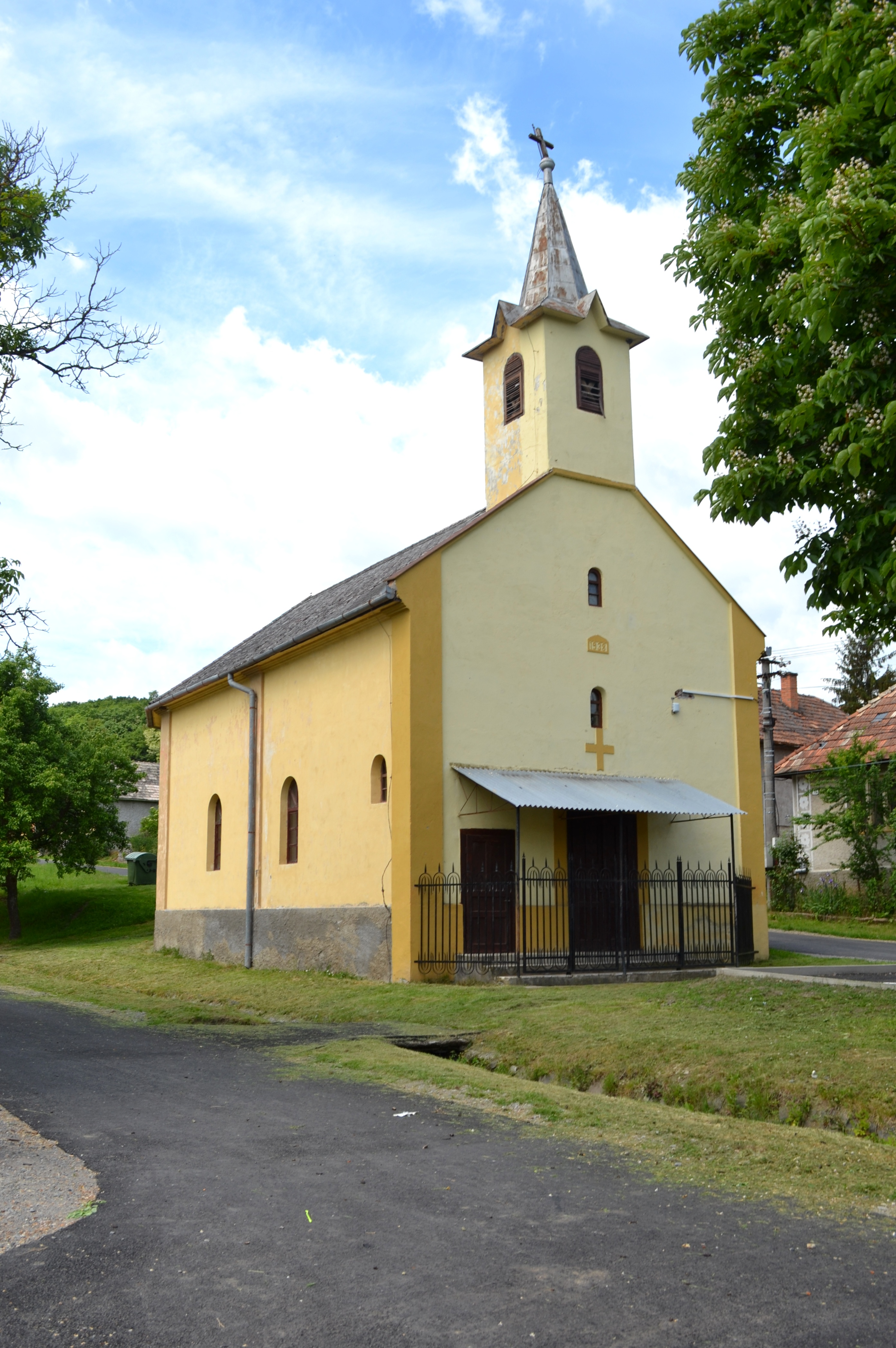
Marienkirche in Konrádovce, 2022

Konrádovce, ungarisch Korláti (bis 1948 slowakisch „Korlát“; ungarisch bis 1907 Korlát) ist eine Gemeinde in der südlichen Mittelslowakei mit 338 Einwohnern (Stand 31. Dezember 2024), die im Okres Rimavská Sobota, einem Kreis des Banskobystrický kraj, liegt.

## Geographie
Die Gemeinde befindet sich im Nordteil des Berglands Cerová vrchovina am Bach Pásový potok im Einzugsgebiet der Gortva und somit der Rimava. Westlich des Ortes erhebt sich der Berg Veľký Bučoň mit 514 m n.m. Das Ortszentrum liegt auf einer Höhe von 240 m n.m. und ist 26 Kilometer von Rimavská Sobota entfernt.
Nachbargemeinden sind Husiná im Norden, über einen Punkt Rimavská Sobota (Stadtteil Mojín) im Nordosten, Čierny Potok im Osten, Blhovce im Südosten, Šíd im Süden und Bulhary im Westen.

## Geschichte
Konrádovce wurde wahrscheinlich in der zweiten Hälfte des 13. Jahrhunderts gegründet und zum ersten Mal 1341 als Coradfolwa beziehungsweise Coradfeulde schriftlich erwähnt. Damals war das Dorf Besitz des Geschlechts Szécsényi, ab dem 17. Jahrhundert gehörte es verschiedenen Mitgliedern des Landadels. 1828 zählte man 14 Häuser und 166 Einwohner, die als Landwirte beschäftigt waren. 1895 wurden beim Ort große Basaltvorkommen entdeckt und der erste Bruch nahm den Betrieb noch im selben Jahr auf. Zeitweise beschäftigte der Basaltbruch bis zu 800 Arbeiter.
Bis 1918/1919 gehörte der im Komitat Neograd liegende Ort zum Königreich Ungarn und kam danach zur Tschechoslowakei beziehungsweise heute Slowakei. Auf Grund des Ersten Wiener Schiedsspruchs lag er von 1938 bis 1944 noch einmal in Ungarn. 

## Bevölkerung
| Jahr                | 1994 | 2004     | 2014     | 2024    |
| ------------------- | ---- | -------- | -------- | ------- |
| Anzahl der Personen | 394  | 301      | 339      | 338     |
| Unterschied         |      | −23,60 % | +12,62 % | −0,29 % |

| Jahr                | 2023 | 2024    |
| ------------------- | ---- | ------- |
| Anzahl der Personen | 328  | 338     |
| Unterschied         |      | +3,04 % |

Gemäß der Volkszählung 2011 wohnten in Konrádovce 323 Einwohner, davon 203 Magyaren, 80 Slowaken, zwei Roma sowie jeweils ein Tscheche und Ukrainer. Zwei Einwohner gaben eine andere Ethnie an und 34 Einwohner machten keine Angabe zur Ethnie.
198 Einwohner bekannten sich zur römisch-katholischen Kirche, jeweils drei Einwohner zur Evangelischen Kirche A. B. und zur reformierten Kirche sowie jeweils ein Einwohner zu den christlichen Gemeinden und zur griechisch-katholischen Kirche. 71 Einwohner waren konfessionslos und bei 45 Einwohnern wurde die Konfession nicht ermittelt.

## Bauwerke und Denkmäler
- römisch-katholische Marienkirche im Secessionsstil aus dem Jahr 1939[6]
- Landschloss im klassizistischen Stil aus der Mitte des 19. Jahrhunderts